# Región geográfica inmediata de Xanxerê
La región geográfica inmediata de Xanxerê es una de las 24 regiones inmediatas del estado brasileño de Santa Catarina, y una de las siete regiones inmediatas que componen la región geográfica intermedia de Chapecó, y una de las 509 regiones inmediatas en Brasil, creadas por el IBGE en 2017. Está compuesta de 13 municipios.

## Municipios
| Región Geográfica Inmediata | Código | Municipios         |
| --------------------------- | ------ | ------------------ |
| Xanxerê                     | 420011 | Abelardo Luz       |
| Xanxerê                     | 420011 | Bom Jesus          |
| Xanxerê                     | 420011 | Coronel Martins    |
| Xanxerê                     | 420011 | Entre Rios         |
| Xanxerê                     | 420011 | Faxinal dos Guedes |
| Xanxerê                     | 420011 | Ipuaçu             |
| Xanxerê                     | 420011 | Ouro Verde         |
| Xanxerê                     | 420011 | Passos Maia        |
| Xanxerê                     | 420011 | Ponte Serrada      |
| Xanxerê                     | 420011 | São Domingos       |
| Xanxerê                     | 420011 | Vargeão            |
| Xanxerê                     | 420011 | Xanxerê            |
| Xanxerê                     | 420011 | Xavantina          |